# María Tatsi
María Tatsi –en griego, Μαρία Τάτση– (Ioánnina, 25 de junio de 1971) es una deportista griega que compitió en halterofilia. Ganó dos medallas de bronce en el Campeonato Europeo de Halterofilia, en los años 1995 y 2002.

## Palmarés internacional
| Campeonato Europeo | Campeonato Europeo  | Campeonato Europeo | Campeonato Europeo |
| Año                | Lugar               | Medalla            | Categoría          |
| ------------------ | ------------------- | ------------------ | ------------------ |
| 1995               | Beer Sheva (Israel) | Medalla de bronce  | 70 kg              |
| 2002               | Antalya (Turquía)   | Medalla de bronce  | 69 kg              |